# 岡本保江
岡本 保江（おかもと やすえ）は、江戸時代の御家人。

## 略歴
桑嶋忠政の子として生まれる。
徳川家宣に仕え、宝永元年（1704年）、家宣が江戸幕府の次期将軍に決まり、江戸城の西の丸に移ると、これに従い江戸城に入り、御家人に召し抱えられ、西の丸の表火番に任じられる。宝永3年（1706年）6月9日には表右筆に列せられ、宝永4年（1707年）12月26日には禄米百俵を与えられる。その後、宝永5年（1708年）2月1日に、それまでの桑嶋姓から曽祖父までの姓であった岡本姓に復帰。宝永7年（1710年）12月19日には加増され、合わせて禄米二百俵を得るまでに出世した。
正徳元年（1711年）6月11日に奥右筆となり、正徳2年（1712年）2月2日、奥右筆を辞して小普請となる。
元文元年（1736年）1月14日没。享年62。浅草の本國寺に葬られ、代々子孫の菩提寺となる。